# EveryDNS
EveryDNS.net é o maior servidor grátis de DNS do mundo, com mais  de 135 mil domínios.